# 平尾隆之
平尾 隆之（ひらお たかゆき、1979年1月10日 - ）は、日本のアニメーション監督、アニメーション演出家、小説家。香川県大川郡津田町（現・さぬき市）出身。配偶者はアニメーションの色彩設計者である千葉絵美。
マッドハウス、ufotableを経て、現在はフリーの演出家としてCLAPを中心に活動している。

## 来歴
大阪デザイナー専門学校アニメーション学科卒業。
1999年にマッドハウスに入社し、2002年公開の映画『千年女優』に制作進行として参加。
2003年の『TEXHNOLYZE』第8話「CRUCIBLE」にて演出デビューを果たす。
マッドハウスからufotableに移り、2008年に劇場アニメ『劇場版 空の境界 第五章 矛盾螺旋』で監督デビューを果たす。
2015年、バンダイナムコのビデオゲーム『GOD EATER』のテレビアニメシリーズを監督。平尾は作品の完成度にこだわり、監督だけでなく全話で脚本・絵コンテ・音響をひとりでこなすが、最終話の脚本完成が放送開始直前になるなど、放送開始の延期や一時中断などのスケジュールの破綻に繋がった。その結果、2016年に所属していたufotableを退社することになった。
退社後はフリーランスとしてマッドハウス、WIT STUDIO、NAZなどの作品に参加。2019年5月にライトノベル『のけもの王子とバケモノ姫』を富士見ファンタジア文庫より出版し、小説家デビュー。
2021年、劇場アニメ『映画大好きポンポさん』で監督として再起を果たす。

## 人物
「マイノリティがマジョリティに一矢報いる」というテーマを自分の中に持っており、フリーランスになった時にはっきり意識して言葉にできるようになった。ただし、作風や語り口、演出などすべてマイノリティにしてしまったら、マジョリティに受け入れられないので、彼らにも伝わるように意識して作るようにしている。
演出志望だったが、当初与えられた制作進行の仕事が面白くなってそればかりをやっていた時期がある。しかし、同期たちがどんどん演出に転向するのを見て危機感を感じた。初演出を経験した後、社内では平尾を制作進行に戻そうという声もあったが、今敏が自分の作品『妄想代理人』に呼んでくれたおかげで演出を続けることが出来た。
デジタルの作業については、『千年女優』のときに今敏がマッキントッシュで作中の映画ポスターなどを作り、それを出力してセルに貼っていくのを見て「こんな作り方があるんだ」と感銘を受け、「デジタルならみんなゼロからのスタートなので先にやっておけば演出への近道になる」と判断してフォトショップを使い始めた。
2011年の『桜の温度』で監督以外に原作・脚本・絵コンテ・演出までの役職をひとりで担当した。2013年の『魔女っこ姉妹のヨヨとネネ』以降はそれだけでなく、音響監督までも担当することがある。
もともとは漫画家になりたかったが、中学から高校二年までずっと続けていた柔道部を辞めたあとに入った美術部の教師に「君は漫画家に向いていない。どちらかと言えば映像の方に入ったほうがいいんじゃないかな」と言われたことをきっかけに映像関係の仕事を目指すことになる。最初は実写の専門学校を探したが、アニメも見ていたということでアニメ業界入りのために大阪デザイナー専門学校に入った。
5歳上の兄の影響で自分よりも少し年齢層の高い小説やマンガを読んでいた。最初に読んだ漫画は『AKIRA』で、『ドラゴンボール』や『ジョジョの奇妙な冒険』といった少年ジャンプの漫画を読み始めたのはそのあとである。アニメも兄と一緒に学休期間中にOVAやアニメーション映画を中心に放送する関西ローカルの番組「アニメだいすき!」が流していた『MAROKO 麿子』や『迷宮物件 FILE538』といったマニアックな作品ばかり見ていた。ただし、メジャーな作品を見ずに業界に入ったので、みんなの話題に追いつくのが大変だったという。
「社会から外れてしまった人が一矢報いる」というような作品に救われたような感じがあり、作品にもそういうものに惹かれるという。それは雑誌なら『ヤングガン』、アニメでは『ふしぎの海のナディア』や『機動警察パトレイバー』だった。漫画だと『AKIRA』だが、感情移入するのはヒーローの金田ではなく鉄雄の方で、その後、今敏の薦めでプロになってから見た『機動戦士ガンダム』でも主人公で天才のアムロではなく脇役で平凡なハヤトだったという。

## 交友関係
アニメーション映画監督の故今敏を師と仰いでいる。新人当時の平尾にとって、今は社会というものを知っていて、なおかつ作品づくりで素晴らしいものを残している"唯一の大人"のような存在であった。
富澤祐介（『テイルズ オブ』シリーズで知られるバンダイナムコのゲームプロデューサーで平尾がufotableを辞める原因となった『GOD EATER』の企画を立ち上げた人物）は、退社後に彼が最初にコンタクトを取った相手である。その際、平尾はアニメの専門家でもなければ、アニメ業界に対して強い伝手があるわけでもない富澤に「僕のプロデューサーになってくれないか」と頼んでいる。その後、富澤は実際に平尾に合いそうな企画を探し続け、映画『映画大好きポンポさん』の原作漫画を紹介した。その後も、富澤は本業のバンナムのプロデューサーとしてではなく、ほぼ個人として自己負担で映画制作に関わり続けた。
松尾亮一郎（マッドハウス出身のプロデューサー）は、平尾からの誘いを受けて彼の監督復帰作となる『映画大好きポンポさん』でプロデューサーを務め、自身が代表を務めるCLAPで制作も担当した。
編集技師の今井剛（実写映画『るろうに剣心』シリーズ（大友啓史監督）をはじめ、佐藤信介、行定勲、李相日らの作品など実写作品の編集も多く担当する）と『フタコイ オルタナティブ』から仕事をするようになる。以後、ほとんどの監督作品で今井とタッグを組み、『魔女っこ姉妹のヨヨとネネ』から、今井にストーリーラインの精査をしてもらうなど一歩踏み込んだかたちで一緒に作品づくりをしている。アニメの場合、基本的にアフレコ前に編集で尺を決めて先にリズムを作っておいて声優にそれに合わせてもらうのが主流だが、平尾と今井による制作スタイルとして、今井が編集という立場で絵コンテの段階から作品作りに足を踏み入れている。まず仮のカッティング（編集）をして、その段階で今井を交えて脚本が映像となった時に文脈として見ている人に物語や感情が伝わるのかどうか、面白いのかどうかというなどについて一度話し合う工程をとっている。そしてその後に再度絵コンテやムービーを直すかたちでストーリーの部分をふくめてブラッシュアップしていく。
アニメーション監督の荒木哲郎はマッドハウス時代の同期であり、平尾が監督を務める作品に原画として参加することもある。次の仕事を決める前にufotableを辞めることになった平尾は、荒木の助けでWIT STUDIOの『甲鉄城のカバネリ』の制作に参加することができた。2014年より月刊アニメ雑誌アニメージュにて荒木哲郎と対談形式のコラム「バリウタの愛を知りたい!!」を連載している。

## 作品リスト

### テレビアニメ
1999年
- 十兵衛ちゃん -ラブリー眼帯の秘密-（制作進行）

2002年
- 風まかせ月影蘭（制作進行）
- アクエリアンエイジ Sign for Evolution（設定制作）
- アベノ橋魔法☆商店街（制作進行）

2003年
- TEXHNOLYZE（第8・14話絵コンテ、第21話演出）

2004年
- 妄想代理人（第1話演出、第7・9 - 13話演出助手）　

2005年
- フタコイ オルタナティブ（チーフディレクター、絵コンテ、演出、原画）

2006年
- コヨーテ ラグタイムショー（絵コンテ、演出）

2007年
- DEATH NOTE（第36話演出）
- がくえんゆーとぴあ まなびストレート!（テクニカルディレクター、絵コンテ、演出、原画）
- ぼくらの（第16話絵コンテ）
- シグルイ（第7話絵コンテ）

2008年
- 黒塚 KUROZUKA（第9話絵コンテ・演出）

2010年
- 学園黙示録 HIGHSCHOOL OF THE DEAD（第8話絵コンテ）

2015年
- GOD EATER（ - 2016年、監督・音響監督・脚本・全話絵コンテ）

2016年
- 甲鉄城のカバネリ（絵コンテ、演出）

2017年
- 鬼平（第11話絵コンテ）
- 進撃の巨人 Season 2（第32話絵コンテ・演出、第36話絵コンテ、30話共同絵コンテ、37話共同演出）

2018年
- 進撃の巨人 Season 3（第39話絵コンテ）

2022年
- SPY×FAMILY（ED絵コンテ・演出）

### 劇場アニメ
2000年
- 劇場版 カードキャプターさくら 封印されたカード（制作進行）

2002年
- 千年女優（制作進行）

2008年
- 空の境界「矛盾螺旋」（監督）

2011年
- 桜の温度（監督・原作・脚本・絵コンテ・演出）

2013年
- 魔女っこ姉妹のヨヨとネネ（監督・脚本（共同）・コンテ・演出（共同）・音響監督）

2021年
- 映画大好きポンポさん（監督）

### OVA
2004年
- 炎の蜃気楼〜みなぎわの反逆者〜（2話演出助手）

2012年
- ギョ（監督）

### ゲーム
2010年
- ゴッドイーター - アニメーションPV（監督・脚本・絵コンテ・演出）
- ゴッドイーター - OP・EDアニメーション（監督・絵コンテ・演出）
- ゴッドイーター バースト - OP・EDアニメーション（監督・絵コンテ・演出）

2013年
- ゴッドイーター2 - OPアニメーション（監督・絵コンテ・演出）

2015年
- ゴッドイーター2 レイジバースト - OP・劇中・EDアニメーション（監督・絵コンテ・演出）

2017年
- 真・女神転生 DEEP STRANGE JOURNEY - OPアニメーション（監督・脚本・絵コンテ・演出）

## 出版物

### ライトノベル
- 『のけもの王子とバケモノ姫』（2019年、富士見ファンタジア文庫、イラスト：足立慎吾）

### 雑誌連載
- 「荒木哲郎×平尾隆之 バリウタの愛を知りたい!!」（2014年-連載中、アニメージュ） - 対談形式のコラム。